# Гопко Ганна Миколаївна
Га́нна Микола́ївна Гопко́ (нар. 4 березня 1982, с. Ганачівка, Перемишлянський район, Львівська область) — українська громадська діячка та політикиня, народний депутат України VIII скликання. Голова Комітету Верховної Ради у закордонних справах.
Засновниця та голова правління ГО «Мережа захисту національних інтересів „АНТС“». Голова конференції Democracy in Action (DIA). Співзасновниця Міжнародного центру української перемоги та член Міжнародної дорадчої ради Варшавського безпекового форуму.
Гопко є експертом з адвокації, російського експансіонізму та гібридної війни. Була однією з громадських лідерів Євромайдану під час Революції Гідності в Україні. У 2014 році Гопко була обрана до парламенту від проєвропейської партії "Об'єднання «Самопоміч», а згодом була незалежним депутатом. Виступала з питань безпеки на форумах, організованих Канадою, таких як 95-й семінар Роуза-Рота Канадської парламентської асоціації НАТО, що відбувся в Києві, і була головною доповідачкою разом з міністром закордонних справ Канади Христею Фріланд на Конференції з питань реформ в Україні 2019 року в Торонто. Вона є член спільноти Young Global Leaders Всесвітнього економічного форуму та Мюнхенської конференції з питань безпеки.
Одна зі спікерів Форуму Вільних Держав Постросії.

## Біографія
Народилася 4 березня 1982 року в Ганачівці, Перемишлянський район, Львівська область.
1999 року з відзнакою закінчила школу № 2 у Підволочиську.
Випускниця 2004 року факультету журналістики Львівського державного університету імені Івана Франка за спеціальністю «Міжнародна журналістика», магістр.
Працювала на телебаченні та радіо, на волонтерських засадах й у штаті громадських організацій. Закінчила Українську школу політичних студій, є експертом із громадського лобіювання для Інституту політичної освіти. Здобула диплом CEP за досягнення у викладанні екологічних дисциплін від Проєкту «Громадянська освіта». У 2008 році закінчила програму лідерства у Школі громадського здоров'я ім. Блумберга при Університеті Джонса Гопкінса.
2009 року у Київському університеті захистила дисертацію «Екологічна публіцистика: світоглядний аспект (на прикладі українських та зарубіжних видань 1992—2008 рр.)». Кандидатка наук із соціальних комунікацій. У 2017 році закінчила програму Transformational Leadership: Leadership at the Edge у Saïd Business School, Оксфордський університет.

## Кар'єра

### Діяльність в громадянському суспільстві
Гопко зробила внесок у різні навчальні програми для активістів громадянського суспільства в Україні, Казахстані, Киргизстані, Грузії та Білорусі.
З 2005 по 2007 рік працювала менеджером з комунікацій в Мережі громадянської дії України (UCAN/ISC, підрядник USAID) у Києві, і керувала навчальними програмами з екологічної журналістики в Донецькій області, Білорусі та Казахстані.
У 2009 році співзаснувала ГО Центр громадянського представництва «Життя», основний партнер Bloomberg Initiative з питань зменшення споживання тютюну в Україні, а також український представник ENSP, FCA та ВООЗ. До квітня 2012 року Гопко була заступником директора Центру.
У 2009 році Гопко стала координатором національної коаліції ГО та ініціатив за бездимну Україну. Вона успішно лобіювала п'ять законів про контроль за тютюнопалінням, зокрема повну заборону реклами та спонсорства тютюну; заборону куріння у всіх громадських приміщеннях і на робочих місцях; впровадження графічних попереджень на пачках цигарок; і збільшення податків на тютюн. Згідно з доповіддю Всесвітньої організації охорони здоров'я 2011 року про тютюн, Україна перейшла з 4-го на 29-е місце у світі за поширеністю куріння, в основному завдяки зусиллям, які очолювала Гопко.
У січні 2012 року Гопко стала членом правління Національної дитячої спеціалізованої лікарні «Охматдит».
З 2010 по 2012 рік була радником парламентської групи «Мораль, духовність та національне здоров'я». З січня 2011 року по вересень 2014 року була експертом з питань адвокації в Інституті політичної освіти (експерт на семінарах для помічників, радників народних депутатів, громадських активістів) та в Інституті національної демократії (NDI).
З лютого по вересень 2014 року працювала координатором ініціативи «Реанімаційний пакет реформ» і була членом міжфракційної парламентської групи «Платформа реформ». Зі слів Гопко, вона та її група разом з іншими рухами та політиками домоглися ухвалення Верховною Радою 12-и законів, серед яких: «Про прозорість державних закупівель», «Про вищу освіту», «Про доступ до публічної інформації» та інших. За інформацією ЗМІ, тоді саме Гопко разом з іншими активістами розробила та домоглася прийняття «Реанімаційного пакету реформ».
Під час другої міжнародній конференції з питань реформ в Україні у 2018 приєдналася до акції на підтримку ув'язненого у Росії українського режисера Олега Сенцова.
Гопко ініціювала та співорганізувала міжнародну конференцію «Демократія в дії». Учасниками стали Володимир Зеленський, Мая Санду, Мірча Джоане, Джанні Букіччо, Вера Йоурова та Саманта Павер.
Після повномасштабного вторгнення Росії в Україну Ганна Гопко здійснює адвокаційні кампанії за міжнародну підтримку України, зокрема, за надання Україні високоточної зброї, боєприпасів, танків «Леопард» та танків «Abrams», F-16 та ATACAMS.
Ганна Гопко очолює Мережу захисту національних інтересів АНТС та Міжнародний центр української перемоги, організації, що підтримують Україну та її народ на індивідуальному, громадському та глобальному рівнях. Ці організації допомагають громадам відновлюватися та відбудовуватися після окупації та сприяють налагодженню та зміцненню зв'язків України з міжнародними партнерами. Однією з ключових сфер діяльності є підтримка Збройних сили України та вступ України до ЄС і НАТО.

### Міжнародний центр української перемоги
Після вторгнення Росії в Україну 24 лютого 2022 року Ганна Гопко разом з іншими лідерками українського громадянського суспільства Дар'єю Каленюк, Оленою Галушкою, Ольгою Айвазовською та варшавським Фондом Казимира Пуласького заснували Міжнародний центр української перемоги (МЦУП).
З лютого 2022 року Гопко лобіює санкції проти Росії, виступає за створення трибуналу для притягнення Росії до відповідальності за її злочини, координує гуманітарну допомогу, співпрацює з міжнародною спільнотою для оснащення Збройних сил України та планує відновлення України.
У лютому 2022 року МЦУП розпочав кампанію «Заблокуй гаманці Путіна», закликаючи західні уряди конфіскувати активи російських олігархів. Гопко також захищала інтереси України під час візиту до Південної Кореї, виступаючи на круглому столі, організованому Human Asia та Робочою групою з питань перехідного правосуддя в Сеулі в листопаді 2022 року.
У січні 2023 року, згідно з меморандумами про взаєморозуміння, підписаними з Гопко, мером Миколаєва Олександром Сєнкевичем та Херсонською військово-цивільною адміністрацією, Тайвань виділив трьом містам 1 мільйон доларів США на закупівлю генераторів та опалювального обладнання. У травні 2023 року, на форумі «Україна: Розбудова стійкості для майбутнього» у Стокгольмі, Гопко представила "Маніфест сталого миру «Ніколи знову 2.0» — документ, який окреслює бачення миру в Україні. Вона є однією з авторів «Маніфесту сталого миру».
У січні 2023 року МЦУП розпочав адвокаційний рік в Японії, щоб залучити її до мобілізації світових лідерів на перемогу України, обговорити ядерну загрозу, необхідність посилення санкцій проти агресора, включаючи персональні санкції проти представників російської влади, які здійснюють репресії в Криму, на сході України та нещодавно окупованих територіях; а також санкції проти «Росатому», арешт російських активів, важливість створення міжнародного трибуналу та майбутню відбудову України. У рамках цієї ініціативи Гопко відвідала Японію, щоб сприяти підтримці, привернути увагу світової спільноти до подій в Україні та залучити ресурси для відновлення. У травні 2023 року Гопко модерувала перший українсько-тайванський круглий стіл на тему напруженості у відносинах між Китаєм і Тайванем та впливу перемоги України на геополітичну ситуацію в Азії, щоб розвинути та зміцнити співпрацю після минулорічного адвокаційного візиту до Тайваню.

### Мережа захисту національних інтересів АНТС
У 2019 році Ганна Гопко разом з іншими лідерами заснувала Мережу захисту національних інтересів АНТС, щоб сформувати бачення України до 2030 року та допомогти наступному поколінню українських політиків у його досягненні. Метою організації є повноцінна підготовка до членства в НАТО та ЄС до 2030 року, а також поширення цього досвіду на регіональному рівні.

## Політична діяльність

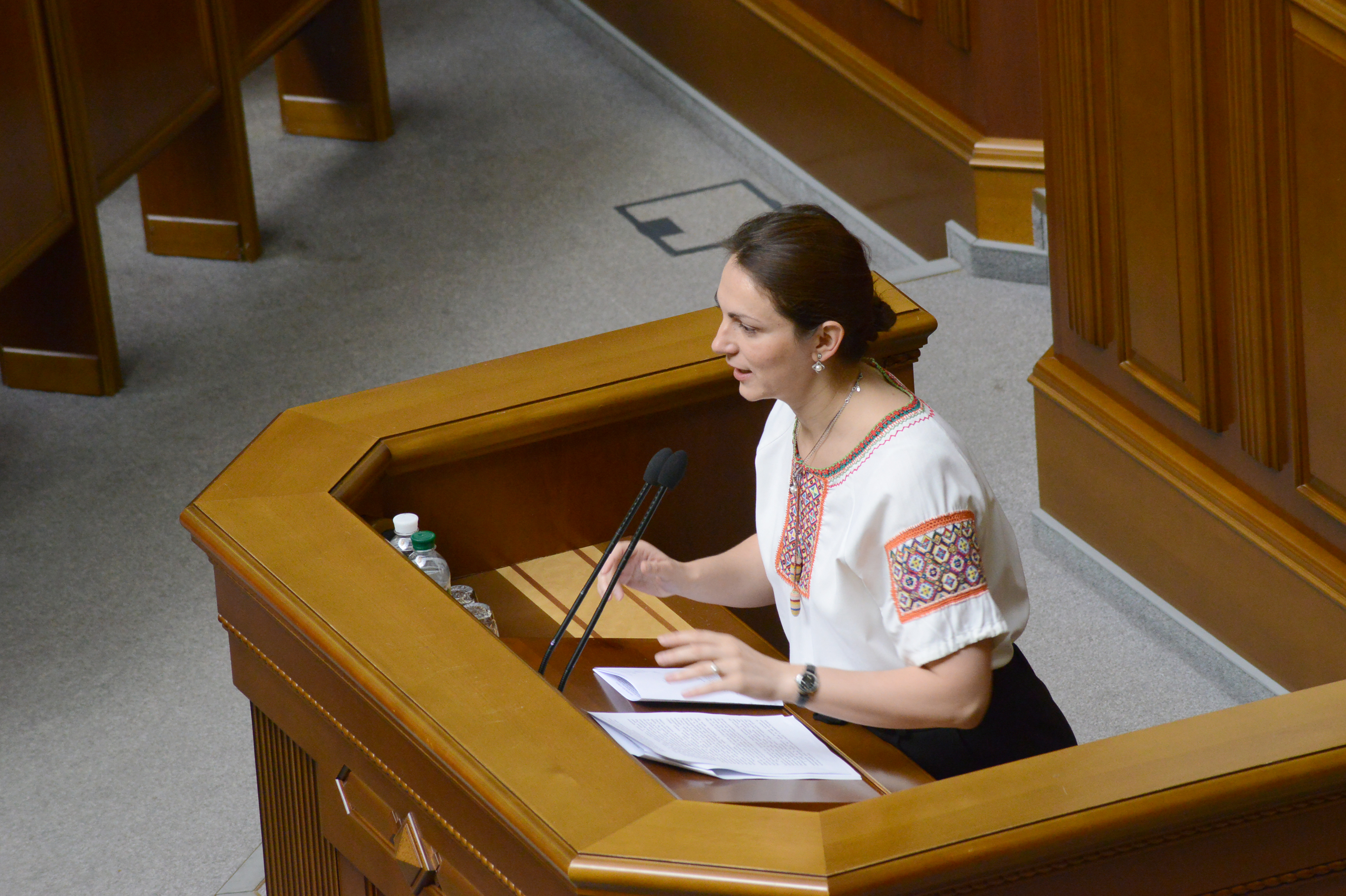
Виступ у Верховній Раді України

Гопко представляє в українському парламенті нове покоління молодих і авторитетних політиків з числа представників громадянського суспільства з амбітною програмою реформ, які не мають корумпованого і комуністичного минулого[джерело?].
На позачергових виборах до Верховної ради 2014 року обрана народною депутаткою України 8-го скликання за партійним списком (№ 1 у списку) від партії «Об'єднання „Самопоміч“». 4 грудня була обрана головою Комітету Верховної Ради у закордонних справах. У 31 серпня 2015-го Ганну Гопко виключили з фракції «Самопоміч» за підтримку проєкту щодо децентралізації 31 серпня 2015 року.
За період роботи депутаткою Ганна Гопко стала авторкою чи співавторкою 140 проєктів законів та постанов. Серед яких: поіменне голосування в усіх місцевих радах, повернення податкових пільг для неприбуткових організацій, запровадження механізмів прозорого фінансування політичних партій, відкриття вільного доступу громадян через Інтернет до реєстрів нерухомості, землі й транспортних засобів, заборона пропаганди комуністичного та нацистського режимів.
У рейтингу ефективності комітетів ВР за 2 роки роботи парламенту очолюваний Ганною Гопко комітет у закордонних справах посів перше місце за кількістю (52) та часткою (68 % від підтриманих комітетом) законопроєктів, що стали Законами України.
У травні 2017 року Гопко стала співавторкою законопроєкту, який вимагає, щоб 75 % загальнонаціональних телевізійних програм і 50 % місцевих програм велися українською мовою. Гопко та її соратники вважають, що широке використання російської мови підриває українську державність.
Гопко не брала участі у парламентських виборах 2019 року.

## Родина
- Чоловік — Жук Олександр, працівник міжнародної компанії, економіст.
- Донька — Софія (2011 р. н.), Мія (25 лютого 2022 р. н.).[47]
- Батьки проживають у селі Підгірне Пустомитівського району Львівської області.

## Нагороди
- 2000 — фіналістка другого Європейського аудіовізуального конкурсу «Сталий розвиток в новинах» на тему «Довкілля та здоров'я»
- 2007 — лауреатка всеукраїнського конкурсу «Соціальний журналіст» (третя премія) Міністерства праці та соціальної політики України в номінації «Соціальний захист інвалідів»
- 2007 — Почесна грамота за перемогу у II Всеукраїнському творчому конкурсі серед журналістів за найкращий матеріал з висвітлення екологічної тематики «Збережемо разом»
- 2008 — Certificate of Johns Hopkins, Bloomberg School of Public Health
- 2014 — Leading Global Thinker, Foreign Policy[48]
- 2014 — National Democratic Institute 2014 Democracy Award[49]